# Mac Miller

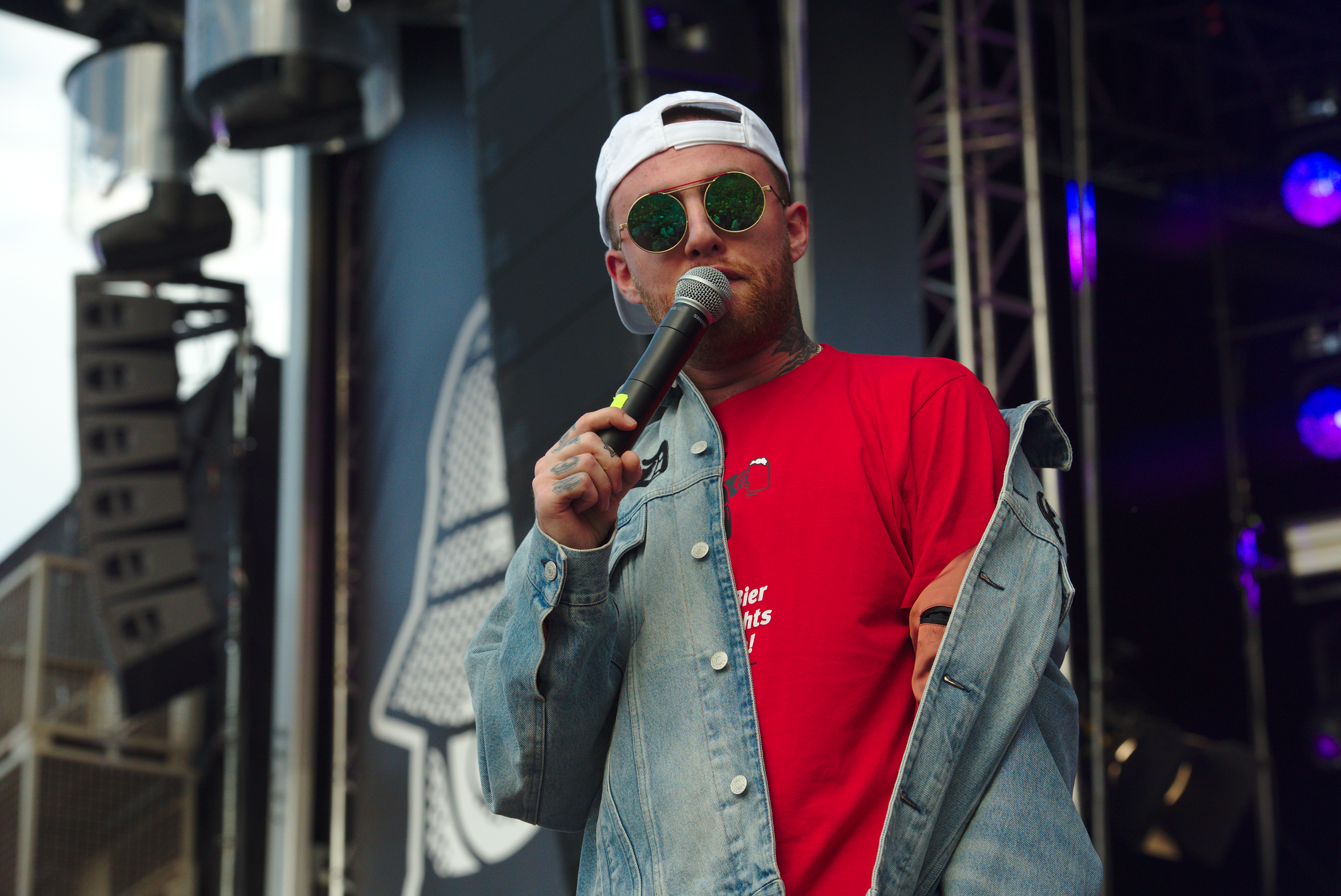
Mac Miller (2017)

Mac Miller (* 19. Januar 1992 in Pittsburgh, Pennsylvania; † 7. September 2018 in Los Angeles, Kalifornien; bürgerlich Malcolm James McCormick) war ein US-amerikanischer Rapper, Sänger und Songwriter. Unter dem Pseudonym Larry Fisherman war er auch als Musikproduzent tätig. Außerdem produzierte er eine Staffel seiner eigenen Reality-TV Sendung Mac Miller and the Most Dope Family.

## Leben
Miller war Autodidakt und konnte bereits im Alter von sechs Jahren Klavier, Gitarre, Schlagzeug und Bass spielen. Mit 14 fing er an zu rappen, und 2007 brachte er im Alter von 15 Jahren sein erstes Mixtape But My Mackin’ Ain’t Easy heraus. Im Jahr 2009 folgten das Mixtape How High sowie das Previewalbum The Jukebox. Anfang 2010 unterschrieb Mac Miller einen Plattenvertrag bei Rostrum Records. Am 13. August 2010 veröffentlichte er sein Mixtape K.I.D.S (Kickin’ Incredibly Dope Shit). Darauf folgten 2011 das Mixtape Best Day Ever sowie die EP On and On and Beyond.
Am 8. November desselben Jahres erschien sein erstes Album Blue Slide Park, benannt nach einer Parkanlage seiner Heimatstadt. Das Album beschäftigt sich mit den Orten seiner Jugend. Das Album debütierte auf Platz 1 der Billboard 200 mit einem Absatz von 144.000 Exemplaren in der ersten Woche. Im Jahr 2013 spielte Miller die Hauptrolle in seiner eigenen Reality-TV Sendung, Mac Miller and the Most Dope Family, die von MTV produziert wurde. Die Sendung verfolgte die Produktion seines zweiten Albums, Watching Movies with the Sound Off, das am 18. Juni 2013 veröffentlicht wurde. Das Album hatte deutlich weniger Mainstream-Appeal als sein Debüt, erfreute sich allerdings besserer Resonanz in den Kritiken.

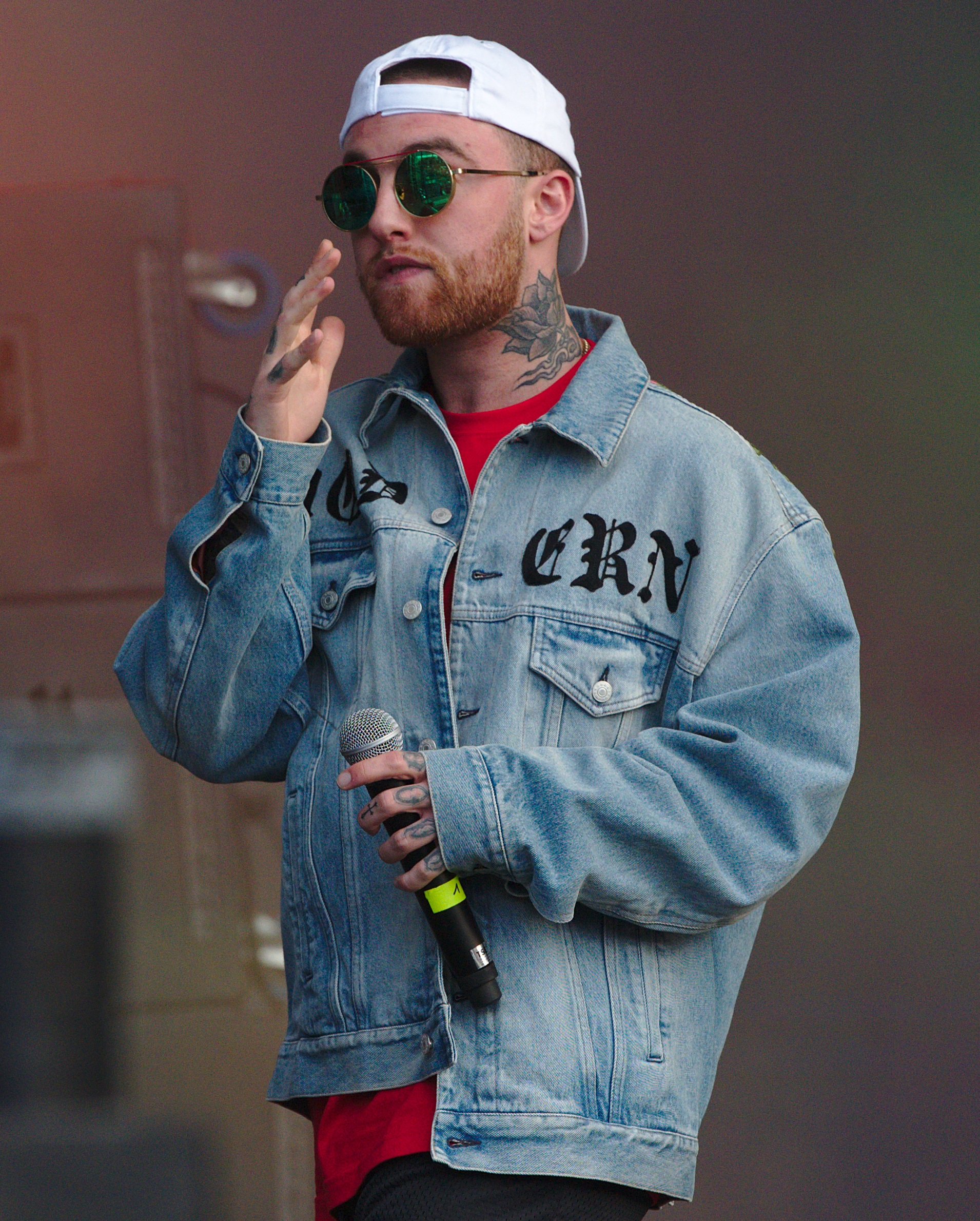
Mac Miller beim splash! Festival 2017

Am 11. Mai 2014 veröffentlichte Miller sein 10. Mixtape, Faces, das die Themen Drogenkonsum, Prominenz und Vergangenheit behandelt. In den Lyrics fanden sich nun vermehrt Vorahnungen Millers bezüglich der Folgen seines Suchtproblems – I'll probably die alone from an overdose of some sort (auf San Francisco). Das darauffolgende Album, GO:OD AM, wurde im September 2015 veröffentlicht und war Millers erstes Major-Projekt. Das Album debütierte auf Platz 4 der Billboard 200. Knapp ein Jahr später veröffentlichte Miller sein nächstes Album, The Divine Feminine, das seine Gefühle zu Liebe, Intimität und Frauen thematisiert. Am 3. August 2018 veröffentlichte er sein fünftes Album, Swimming, das auf Platz 3 der Billboard 200 debütierte, mit einem Absatz von 66.000 Exemplaren in der ersten Woche. Das Album wurde bei den Grammy Awards 2019 für den Award for Best Rap Album nominiert.
Am 7. September 2018 wurde Mac Miller im Alter von 26 Jahren in seinem Haus in Studio City, einem Stadtteil von Los Angeles, tot aufgefunden. Als Todesursache wurde eine versehentliche, kombinierte Überdosis von Schmerzmitteln, Alkohol und weiteren Drogen festgestellt. Bei der Obduktion wurden Reste unter anderem von Fentanyl und Kokain nachgewiesen. Miller kann somit zu den Opfern der Opioid-Epidemie in den USA gezählt werden.
Am 8. Januar 2020 wurde das erste posthume Album Millers von seiner Familie angekündigt, Circles, welches am 17. Januar veröffentlicht wurde. Zum Zeitpunkt seines Todes hat Miller noch an dem Album gearbeitet, das als Companion-Album zu Swimming erscheinen sollte. Zu Ende geführt wurde die Produktion von Jon Brion, der auch bei der Produktion von Swimming mitgearbeitet hat.
Am 17. Januar 2025 erschien das zweite posthume Album «Balloonerism» von Mac Miller. Das Album wurde ursprünglich 2014 aufgenommen, wurde jedoch nie fertig gestellt und offiziell veröffentlicht. Am 9. Januar 2025 wurde die erste Single «5 Dollar Pony Rides» zu dem Album veröffentlicht.

## Diskografie

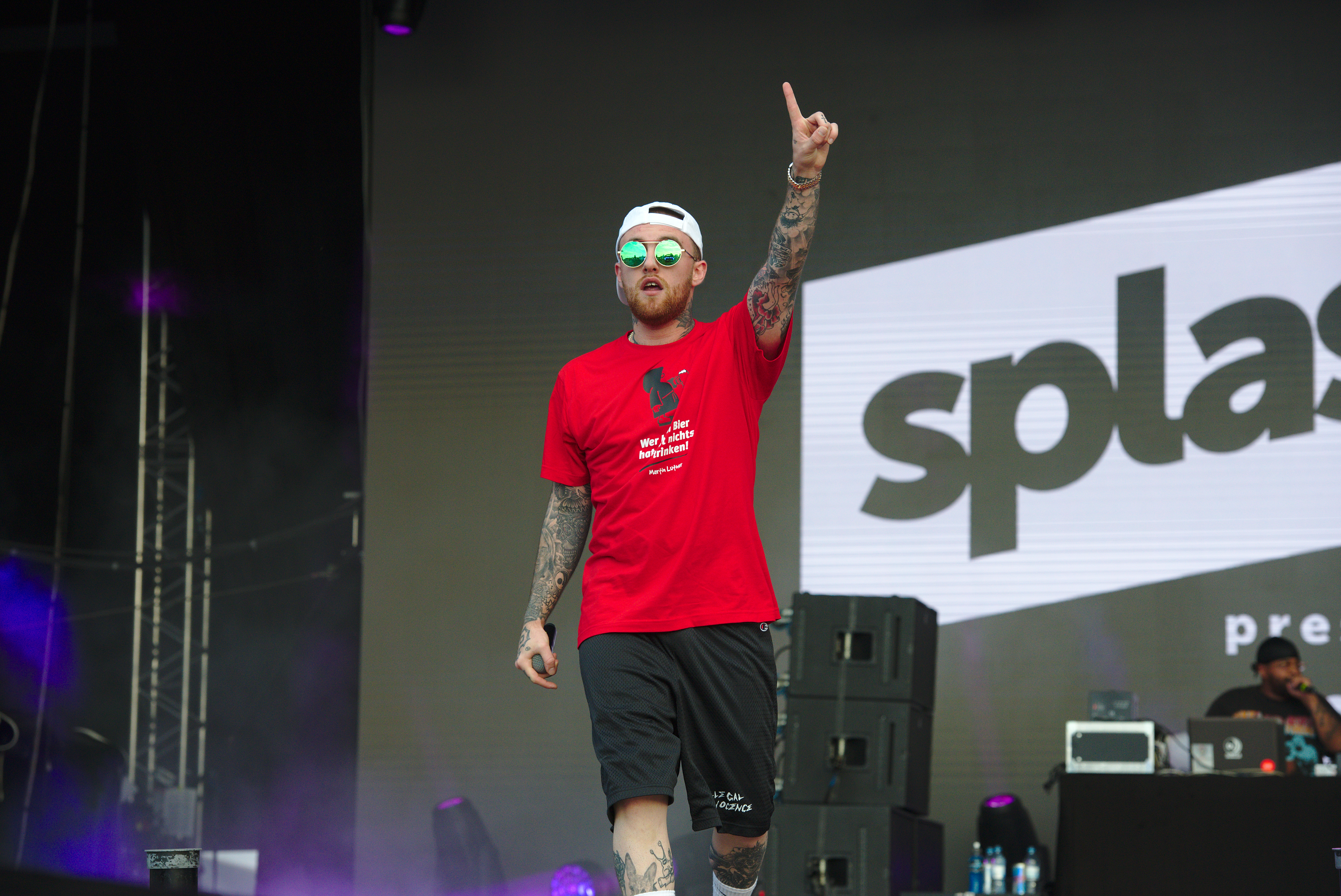
Mac Miller in Ferropolis (2017)

Studioalben

| Jahr                               | Titel Musiklabel                                   | Höchstplatzierung, Gesamtwochen, AuszeichnungChartplatzierungen (Jahr, Titel, Musiklabel, Platzierungen, Wochen, Auszeichnungen, Anmerkungen) | Höchstplatzierung, Gesamtwochen, AuszeichnungChartplatzierungen (Jahr, Titel, Musiklabel, Platzierungen, Wochen, Auszeichnungen, Anmerkungen) | Höchstplatzierung, Gesamtwochen, AuszeichnungChartplatzierungen (Jahr, Titel, Musiklabel, Platzierungen, Wochen, Auszeichnungen, Anmerkungen) | Höchstplatzierung, Gesamtwochen, AuszeichnungChartplatzierungen (Jahr, Titel, Musiklabel, Platzierungen, Wochen, Auszeichnungen, Anmerkungen) | Höchstplatzierung, Gesamtwochen, AuszeichnungChartplatzierungen (Jahr, Titel, Musiklabel, Platzierungen, Wochen, Auszeichnungen, Anmerkungen) | Anmerkungen                              |
| Jahr                               | Titel Musiklabel                                   | DE | AT | CH | UK | US | Anmerkungen                              |
| ---------------------------------- | -------------------------------------------------- | --- | --- | --- | --- | --- | ---------------------------------------- |
| 2011                               | Blue Slide Park Rostrum Records                    | — | — | — | UK143 (1 Wo.)UK | US1 Gold · (19 Wo.)US | Erstveröffentlichung: 8. November 2011   |
| 2013                               | Watching Movies with the Sound Off Rostrum Records | DE50 (1 Wo.)DE | — | CH42 (1 Wo.)CH | UK56 (1 Wo.)UK | US3 Gold · (15 Wo.)US | Erstveröffentlichung: 18. Juni 2013      |
| 2015                               | GO:OD AM Warner Records                            | DE72 (1 Wo.)DE | — | CH55 (1 Wo.)CH | UK76 (1 Wo.)UK | US4 Platin · (18 Wo.)US | Erstveröffentlichung: 18. September 2015 |
| 2016                               | The Divine Feminine Warner Records                 | DE67 (2 Wo.)DE | — | CH35 (1 Wo.)CH | UK59 Silber · (1 Wo.)UK | US2 Platin · (12 Wo.)US | Erstveröffentlichung: 16. September 2016 |
| 2018                               | Swimming Warner Records                            | DE54 (3 Wo.)DE | AT35 (1 Wo.)AT | CH23 (3 Wo.)CH | UK17 Gold · (4 Wo.)UK | US3 ×2Doppelplatin · (258 Wo.)US | Erstveröffentlichung: 3. August 2018     |
| Postum veröffentlichte Studioalben |                                                    | | | | | |                                          |
|                                    |                                                    | | | | | |                                          |
| 2020                               | Circles Warner Records                             | DE13 (6 Wo.)DE | AT8 (6 Wo.)AT | CH9 (7 Wo.)CH | UK8 Silber · (3 Wo.)UK | US3 Platin · (59 Wo.)US | Erstveröffentlichung: 17. Januar 2020    |
| 2025                               | Balloonerism Warner Records                        | DE8 (2 Wo.)DE | AT9 (1 Wo.)AT | CH6 (2 Wo.)CH | UK16 (1 Wo.)UK | US3 (5 Wo.)US | Erstveröffentlichung: 17. Januar 2025    |